# Сьєрра-Невада (Іспанія)
Сьєрра-Невада (Spanish: [ˈsjera neˈβaða]; «сніжний хребет») (Андалузькі гори) — гірський масив на півдні Піренейського півострова, вздовж узбережжя Середземного моря, складова Кордильєри-Бетіки. Знаходиться на території Андалусії, Гранади, а також займає невеликі площі у Малазі та Альмерії Іспанія.; висота до 3478 м (Муласен — найвища вершина Іберійського півострову); вічнозелені ліси, макі; на вершинах вічні сніги.

## Географія
Довжина хребта близько 80 км, ширина — від 15 до 30 км. Простягається з південного заходу на північний схід. Значна частина хребта має висоту понад 3 тис. м. На горі Муласен знаходився найпівденніший в Європі льодовик Корраль-де-ла-Велета, який розтанув в 1913 році.
Від південного схилу хребта відходять кілька відрогів, розділених річковими ущелинами — гірська країна Альпухарри. На крутішому північному хребті бере початок річка Геніль (притока Гвадалквівіра).

## Геологія
Хребет Сьєрра-Невада був сформований в альпійський орогенез, в процесі якого також сформувалися європейські Альпи і гори Атлас на заході північної Африки. Сьогоднішній вигляд гори набули в третинний період (від 65 до 1,8 млн років тому) при зіткненні Африканської і Євразійської континентальних плит.
Хребет складний доломітами, вапняками і кристалічними сланцями. Біля міста Алькіфе є родовище залізних руд.

## Використання
Сьєрра-Невада є популярним туристичним місцем, оскільки на його засніжених схилах розташовується найпівденніший в Європі гірськолижний курорт — Сьєрра-Невада (гірськолижний курорт), а середземноморський клімат дарує теплу погоду і багато сонячних днів. У підніжжя хребта знаходиться місто Гранада, а трохи далі — Малага і Альмерія.
Деякі частини хребта включені в національний парк — Сьєрра-Невада (національний парк, Іспанія), крім того, весь хребет входить в біосферний заповідник. На північному схилі на висоті 2800 м розташовується обсерваторія Сьєрра-Невада.